# 우라카미 니키
우라카미 니키(일본어: 浦上 仁騎, 1996년 11월 11일~)는 일본의 축구 선수이다.

## 구단 경력
그는 2019년 J3리그의 AC 나가노 파르세이루에 입단했고, 2년동안 팀에서 뛰었다. 2021년 J2리그의 방포레 고후로 이적했다. 2022년까지 75경기에 출전하여, 2득점을 넣었다. 2023년 오미야 아르디자로 이적했다. 2023년후 J3리그에 강등했다. 2024년 J3리그 우승으로 J2리그로 승격했다. 2025년 6월 홋카이도 콘사돌레 삿포로로 이적했다.